# Guitar Hero:World Tour
Guitar hero:World tour (известна и като Guitar hero IV, Guitar Hero IV:World tour) е музикална видеоигра, разработена от студиото Neversoft и публикувана от RedOctane и Activision. Тя е четвъртата игра от поредицата Guitar Hero. Играта е пусната за продажби за платформите PlayStation 2, PlayStation 3, Wii и Xbox 360 в Северна Америка през октомври 2008 г., а месец по-късно – в Европа и Австралия. Версия за Microsoft XP и Apple Macintosh е издадена по-късно.
Играта продължава да използва контролер, оформен като китара, за да симулира свиренето на рок и метъл песни. Тази игра е и първата, която може да се използват барабани и играещият да е вокал. В режима Music Studio може да се създават собствени песни и да се качват в интернет.